# Le Bon Marché (Parijs)
Le Bon Marché (letterlijk "de goede markt" maar ook "de goede koop") is een grootwarenhuis in Parijs. Het is gevestigd in de rue de Sèvres in het 7e arrondissement.

## Geschiedenis
La cathédrale du commerce moderne (...), faite pour un peuple de clientes.

(De kathedraal van de moderne handel (...), ontworpen voor een volk van klanten.)
— Émile Zola in zijn roman Au Bonheur des Dames uit 1883

Het bedrijf werd opgericht door de broers Paul en Justin Videau als Au Bon Marché in 1838, maar de winkel werd volledig heringericht tot het allereerste moderne grootwarenhuis in 1852 door hoedenhandelaar Aristide Boucicaut en diens echtgenote Marguerite, die als de echte oprichters van het concept beschouwd kunnen worden. Boucicaut herdacht een bedrijf met 300 m² verkoopsruimte en 12 werknemers en een omzet van 500.000 franc naar een bedrijf dat 8 jaar later 5 miljoen franc per jaar omzette. En dit realiseerden ze met een drastisch gewijzigd marketingplan, vaste prijzen, garanties, omwisselingen en terugbetalingen, postorderverkoop en een veel breder productgamma. In 1863 namen de Boucicauts de aandelen over van de Videaus die geshoqueerd waren door het zakendoen van hun nieuwe partners. De eerste steen van het huidig gebouw aan de rue de Sèvres op de Parijse linkeroever dateert van 1869. De bouw werd in 1870 wel vertraagd door het Beleg van Parijs, maar op 2 april 1872 opent het nieuwe magazijn met 45 m winkelramen op de rue de Sèvres en 35 m op de rue Velpeau. In 1877 draaide Au Bon Marché 72 miljoen franc omzet, op een winkeloppervlakte van 50.000 m² met 1.788 personeelsleden. Het werd meermaals uitgebreid, een eerste maal zelfs al in 1879, met de architecten Louis-Charles Boileau, Armand Moisant en wat hulp van Gustave Eiffel tot het een volledig huizenblok innam omgeven door de rue de Sèvres, de rue de Babylone, de rue du Bac en de rue Velpeau. De naamswijziging van Au Bon Marché naar Le Bon Marché dateert van 1989, 151 jaar na de opening.
Le Bon Marché is nu, net als het gekende La Samaritaine in Parijs, sinds 1984 eigendom van het luxewarenconcern Louis Vuitton Moët Hennessy. Le Bon Marché verkoopt heel wat duurdere goederen, inclusief voeding. Dit laatste gebeurt evenwel in een aangrenzend gebouw in de rue de Sèvres, verbonden met een passerelle over de rue du Bac, onder de naam La Grande Épicerie de Paris (letterlijk "de grote kruidenierszaak van Parijs").

## Bereikbaarheid
Metro van Parijs   Sèvres - Babylone